# Randogne
Randogne es una comuna suiza del cantón del Valais, localizada en el distrito de Sierre. Limita al norte con la comuna de Lenk im Simmental (BE), al este con Mollens, al sureste con Venthône y Sierre, al suroeste con Montana, y al oeste con Lens e Icogne.